# Podlipa (gmina Vrhnika)
Podlipa – wieś w Słowenii, w gminie Vrhnika. W 2018 roku liczyła 539 mieszkańców.